# Beszlan Zaugyinovics Mudranov
Beszlan Zaugyinovics Mudranov, oroszul: Беслан Заудинович Мудранов (Bakszan, 1986. július 7. –) olimpiai és Európa-bajnok cserkesz származású orosz cselgáncsozó.

## Pályafutása
1986. július 7-én született a Kabard-Balkár ASZSZK-hoz tartozó Bakszanban. 13 évesen kezdett harcművészettel foglalkozni. Kezdetben szambóversenyző volt. 2006-ban költözött Armavirba, ahol két év múlva már csak a cselgánccsal foglalkozott.
2012-ben szerezte első Európa-bajnoki címét a cseljabinszki kontinens viadalon. 2014-ben a cseljabinszki világbajnokságon ezüstérmes lett. A 2016-os Rio de Janeiró-i olimpián légsúlyban aranyérmet nyert. A világbajnokságokon egy ezüst-, az Európa-bajnokságokon három arany- továbbá egy bronzérmet szerzett.

## Sikerei, díjai
- Olimpiai játékok – 60 kg
  - aranyérmes: 2016, Rio de Janeiro
- Világbajnokság – 60 kg
  - ezüstérmes: 2014
- Európa-bajnokság – 60 kg
  - aranyérmes (3): 2012, 2014, 2015
  - bronzérmes: 2018
- Európa-játékok – 60 kg
  - aranyérmes: 2015